# شامبول-موزینی
شامبول-موزینی (به فرانسوی: Chambolle-Musigny) یک کمون در فرانسه است که در Canton of Gevrey-Chambertin واقع شده‌است.

## خصوصیات
شامبول-موزینی ۷٫۵۷ کیلومترمربع مساحت و ۳۱۰ نفر جمعیت دارد و ۲۶۴ متر بالاتر از سطح دریا واقع شده‌است.

## خواهرخوانده
شهرهای Schwabenheim an der Selz و سونوما، کالیفرنیا خواهرخوانده‌های شامبول-موزینی هستند.

## نگارخانه

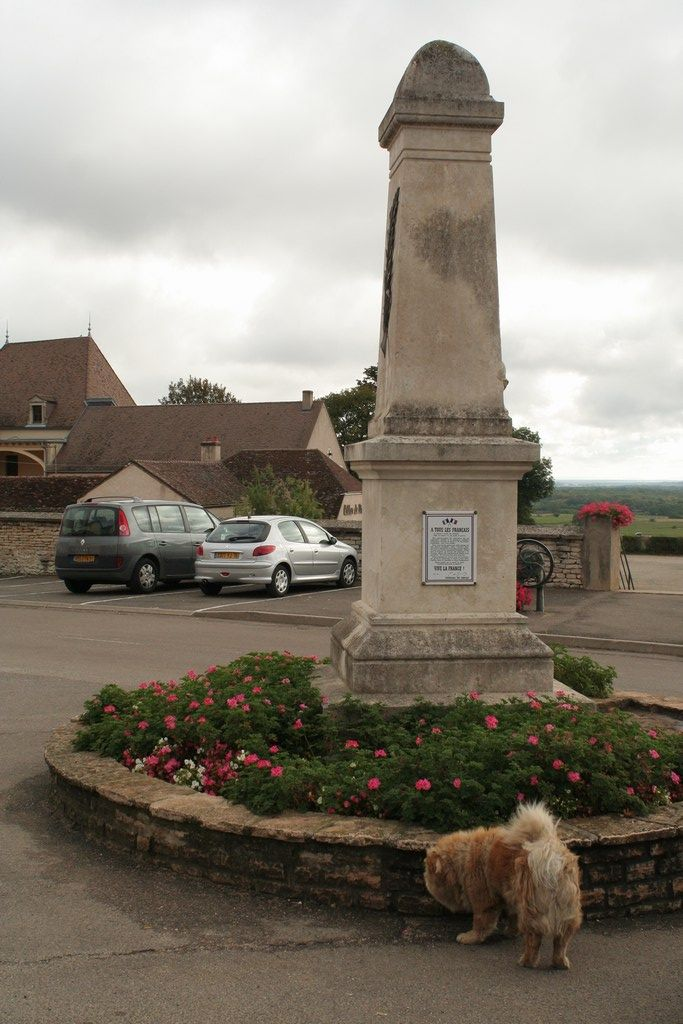
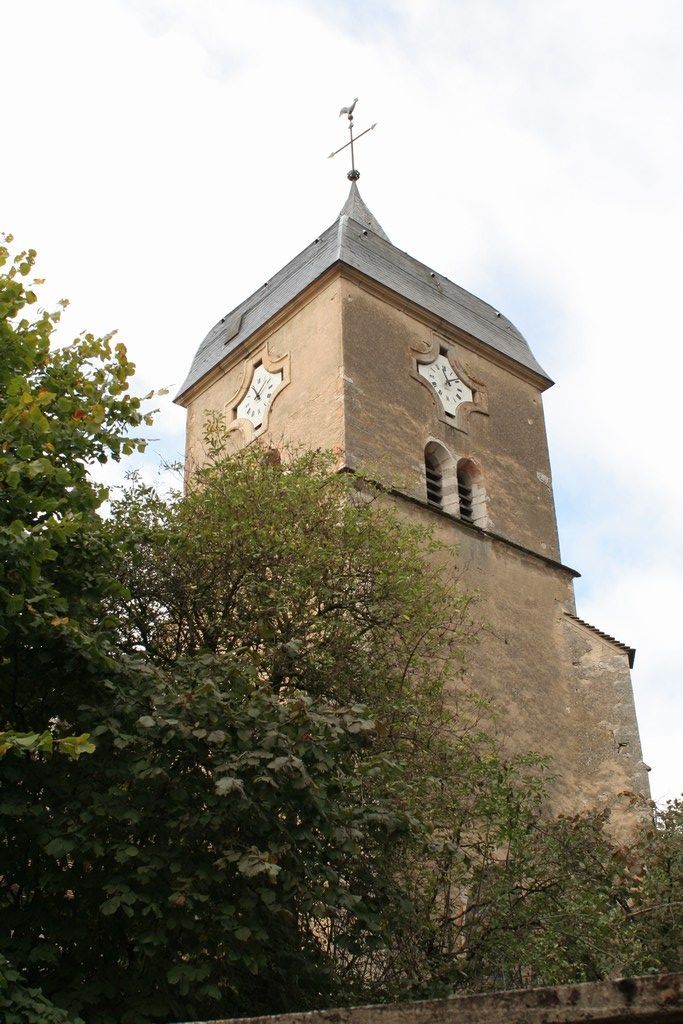
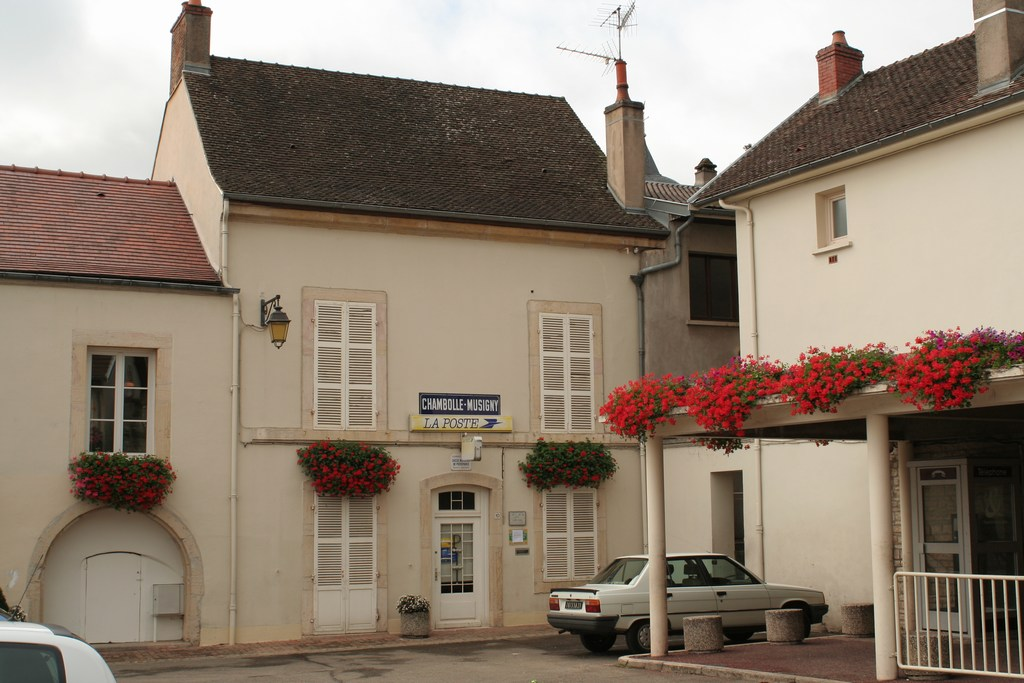
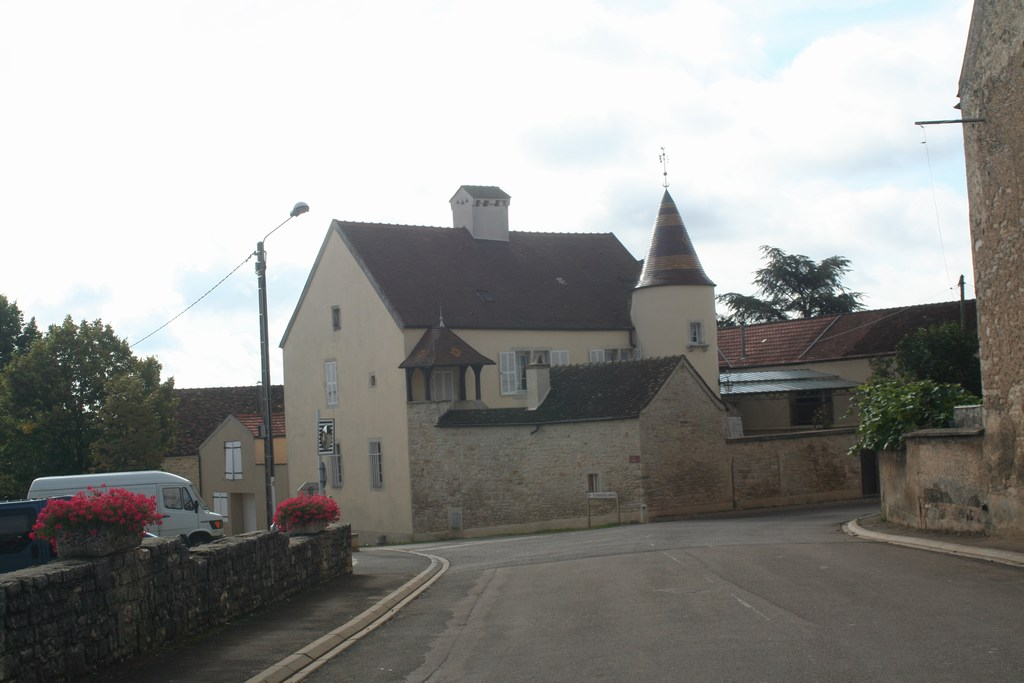
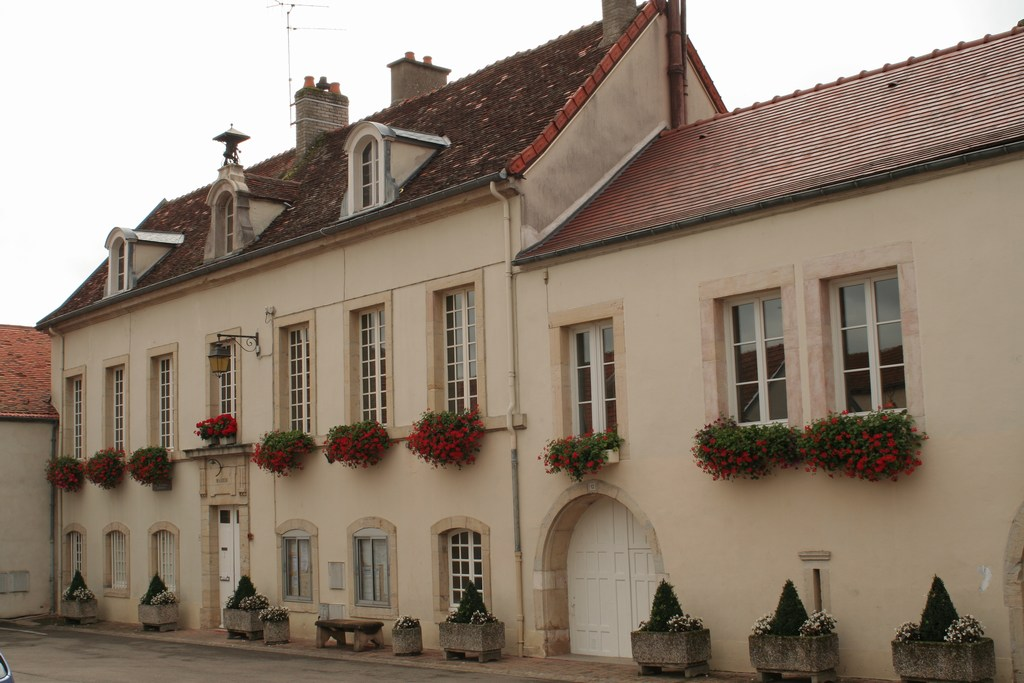